# Varijabla
Varijabla (lat. variabilis, promjenjiv) ili promjenljivica pojam je kojim se u matematici, te drugim znanostima, označuje veličina promjenjive vrijednosti. To može biti broj, vektor, preslikavanje i sl. Suprotni pojam je konstanta. Varijabla se može shvatiti i kao oznaka za općeniti broj.
Varijabla je simbol o čijoj vrijednosti ovisi funkcija, polinom, itd. Npr. varijable u funkciji {\displaystyle f(x,y)} su {\displaystyle x} i {\displaystyle y}. Funkcija može imati jednu ili više varijabli, kao primjer, zbrajanje realnih brojeva je funkcija dviju varijabli. Kad je riječ o funkcijama varijable se dijele na zavisne i nezavisne, tako na primjer u {\displaystyle z=f(x,y)}, {\displaystyle z} predstavlja zavisnu varijablu, jer ovisi o vrijednostima koje će nezavisne varijable {\displaystyle x} i {\displaystyle y} poprimiti.
Varijable u funkcijama se često nazivaju argumentima i variraju kod prikazivanja funkcija, matematičkih operacija, itd. Varijable koje ne variraju u situacijama od interesa se nazivaju parametrima. Kao primjer, u jednadžbi
{\displaystyle {\frac {x^{2}}{a^{2}}}+{\frac {y^{2}}{b^{2}}}=1}
{\displaystyle x} i {\displaystyle y} su argumenti, a {\displaystyle a} i {\displaystyle b} su parametri.